# Og Mandino
Augustine "Og" Mandino II (Framingham, 12 de diciembre de 1923 - Antrim,3 de septiembre de 1996) fue un escritor estadounidense y autor del superventas El vendedor más grande del mundo. Se han vendido alrededor de cincuenta millones de copias de sus libros, que han sido traducidos a varios idiomas.
Ensayista y psicólogo, es considerado como uno de los mayores especialistas mundiales en la escritura de libros de autoayuda. 
Su principal mensaje es “hazlo ahora” y recomendaba, con matices cristianos, las acciones repetitivas para formar buenos hábitos. Sus trabajos están fuertemente influenciados por el estilo de Napoleón Hill, W. Clement Stone y Emmett Fox.

## Biografía
Hay ciertas discrepancias biográficas relacionadas al origen de Og Mandino, incluyendo versiones que indican que nació en algún lugar de Italia en 1923 y que emigró con su familia a Estados Unidos tres años después. 
Sin embargo, según un dato oficial del censo de los Estados Unidos de 1930, señala que Mandino nació en Natick, Massachusetts, el 12 de diciembre de 1923, de padres inmigrantes llamados Silvio y Margaret Mandino. Fue llamado Augustine (Agustín) por su abuelo paterno italiano del mismo nombre. 
De niño editó su periódico escolar, tuvo una vocación periodística, pero no pudo completar su deseo porque su madre murió cuando tenía 16 años de edad, por lo que tuvo que empezar a trabajar para mantener a sus dos hermanos menores.
Tras el final de la guerra, él regresó a los Estados Unidos, pero se encontró con enormes dificultades para encontrar empleo, por lo que probó suerte como vendedor de seguros, pero fracasó. Debido a varios deslizamientos, se vuelve alcohólico y termina perdiendo a su familia y trabajo.
Pensó varias veces en suicidarse, pero su vida cambió cuando entró en una biblioteca bajo el pretexto de leer cuando solo quería recibir refugio ya que había mucho frío afuera. Un libro digno de mención, "Actitud Mental Positiva: Un Camino al Éxito" por Napoleon Hill y W. Clement Stone; Empezó a leerlo y, a partir de ese día, comenzó a ser instruido con varios libros de autoayuda que le ayudaron a salir de la depresión y el alcoholismo.
Con el tiempo se convirtió en un escritor de éxito que logró llegar a la sala de la fama de la National Speakers Association ("National Speakers Association"). Se retiró a la edad de 52 años con su segunda esposa con quien pasó los últimos años de su vida.
Murió a la edad de 72 años, debido a una complicación de aneurisma en su casa en Antrim, NH, como su esposa Elizabeth confirmó en el New York Times, dejando a dos hijos, una hija y cuatro nietos.

## Obras de Augustine Mandino (Og Mandino)
- El milagro de la palabra,  año 1996
- Secretos del éxito y la felicidad,  año 1996
- El vendedor más grande del mundo, año 1997  Libro con comentarios (1era edición 1975)
- Operación Jesucristo: Y al tercer día... año 1997  Libro con reseña  Libro con comentarios
- Una mejor manera de vivir
- El duodécimo Ángel
- Renovar la esperanza
- El regalo de la felicidad (1765)
- El éxito más grande del mundo y larerfe rfencia dec ftrdg
- El misterio más grande del mundo
- La universidad del éxito
- El milagro más grande del mundo
- La elección
- Los diez antiguos pergaminos para el éxito: de El vendedor más grande del mundo
- El secreto más grande del mundo
- El don de la estrella
- El don del orador
- Regreso del trapero
- Misión: éxito
- El memorándum de Dios (1876)
- Para el resto de mi vida
- Los mandamientos del éxito